# Yaghdan
Yaghdan là một đô thị thuộc tỉnh Lori, Armenia. Dân số ước tính năm 2011 là 97 người.